# ویکتور مارینن
ویکتور مارینن (انگلیسی: Victor Marijnen; زاده ۲۱ فوریهٔ ۱۹۱۷ – درگذشته ۵ آوریل ۱۹۷۵) سیاست‌مدار اهل پادشاهی هلند بود.

## زندگی[۱]
ویکتور جرارد ماری مارینن در ۲۱ فوریه ۱۹۱۷ در آرنهم  هلند به دنیا آمد. در سال ۱۹۴۱ وی از دانشگاه رادبود نایمگن در رشته حقوق فارغ التحصیل شد و به کار در بخش های حسابداری وزارت کشاورزی ، طبیعت مشغول شد. در سال ۱۹۴۵ به شورای احیای حقوق قانونی اعزام شد.
در سال ۱۹۴۹ مارینن دبیر انجمن کشاورزی و در سال ۱۹۵۱ دبیرکل دپارتمان تجارت کشاورزی خارجی وزارت کشاورزی ، طبیعت شد. وی از سال ۱۹۵۷ دبیر انجمن کارفرمایان کاتولیک عمومی و اتحادیه انجمن های کارفرمایی کاتولیک بود.
از سال ۱۹۶۵ تا ۱۹۶۶ مارینن عضو مجلس نمایندگان هلند و همزمان رئیس هیئت مدیره رنجموند بود. در سال ۱۹۶۷ او همچنین به عنوان رئیس شورای پست و ارتباطات از راه دور منصوب شد. در ۱۶ اکتبر ۱۹۶۸ وی به عنوان شهردار لاهه انتخاب شد.
مارینن  شهردار لاهه بود که بر اثر سکته قلبی در سن ۵۸ سالگی در ۵ آوریل ۱۹۷۵ در لاهه درگذشت